# Paul Buckmaster
Paul Buckmaster, född 13 juni 1946 i London, död 7 november 2017, var en brittisk musikarrangör, kompositör och cellist, som spelat med och arrangerat musik av bland andra Elton John, David Bowie och Miles Davis.